# Бийо, Огюст Адольф
Огюст Адольф Мари Бийо (фр. Adolphe Augustin Marie Billault, уст. нап. Билло; 1805—1863) — французский адвокат и политический деятель.

## Биография
Изучал право в Ренне и поселился затем в качестве адвоката в Ланте, где быстро добился известности и значения и в 1837 г. был избран в палату депутатов. Выступив сначала с резкой речью против министерских происков и подкупов при выборах, он примкнул к оппозиции. С тех пор Бийо часто выступал в качестве оратора.
Примкнув к партии Тьера, он был выбран в 1838 г. секретарём комиссии по изучению железнодорожного вопроса, затем был юрисконсультом герцога Омальского и в кабинете Тьера 1840 г. назначен помощником статс-секретаря. После падения этого министерства в октябре 1840 г. Бийо опять стал заниматься в Париже адвокатурой, а в палате депутатов примкнул к оппозиции, но затем сблизился с министерской партией и даже сошёлся с ней во мнении по вопросу об испанском браке.
Выбранный после Февральской революции в учредительное собрание (от департамента Нижней Луары), он держался умеренно-демократической партии и подал голос за изгнание Орлеанов и против системы двух палат. В это время он примкнул к президенту Наполеону, и хотя ему не удалось тотчас же проникнуть в законодательное собрание, но после государственного переворота 2 декабря 1851 г. он выставил свою кандидатуру в Ариежском департаменте и при содействии властей был выбран депутатом, причем назначен был Наполеоном первым президентом законодательного корпуса.
На этом посту он содействовал восстановлению Империи, а 23 июля 1854 г. сменил Персиньи на посту министра внутренних дел. 4 декабря 1854 г. был сделан сенатором. После покушения Орсини (14 января 1858 г.) он должен был уступить в феврале свой портфель генералу Эспинасу, но уже 3 ноября 1859 г. вновь занял пост министра внутренних дел вместо герцога Падуанского (фр. Ernest Arrighi de Casanova‎). В конце 1860 г. Бийо, назначенный министром без портфеля, должен был выступить защитником политики императора перед законодательным корпусом. Это поручение он выполнил очень удачно. 
Согласно ЭСБЕ:

Вместе с Руэром и Барошем он принадлежал к красноречивейшим ораторам и самым изворотливым политическим деятелям Второй империи.